# Фридрих II фон Дипхолц
Фридрих II фон Дипхолц (на немски: Friedrich II von Diepholz; * 6 януари 1556; † 21 септември 1585 в Лемфьорде, Долна Саксония) е последният граф и господар на Дипхолц-Бронкхорст (1575 – 1585, между 1560 и 1575 г. под опекунство).
Той е син на граф Рудолф V фон Дипхолц-Бронкхорст (1524 – 1560) и съпругата му графиня Маргарета фон Хоя (1527 – 1596), дъщеря на граф Йобст II фон Хоя († 1545) и Анна фон Глайхен († 1545).
Фридрих умира на 21 септември 1585 г. в Лемфьорде на 29 години. Графството Дипхолц заедно с Лемфьорде попада на линията Велфи-Целе от Херцогство Брауншвайг-Люнебург.

## Фамилия
Фридрих се жени на 1 март 1579 г. в Касел за графиня Анастасия фон Валдек (* 5 януари 1555; † 19 април 1582), дъщеря на граф Йохан I фон Валдек-Landau († 1567) и графиня Анна фон Липе († 1590). Те имат две деца:
- Анна Маргарета (1580 – 1629), омъжена на 29 юли 1610 г. в Дармщат за ландграф Филип III фон Хесен-Бутцбах (1581 – 1643)
- син (1582 – 1582)